# Woogie Boogie
Woogie Boogie – instrumentalny utwór skomponowany przez Boba Dylana, nagrany na trzech sesjach w marcu 1970 roku, który znalazł się na albumie Self Portrait, wydanym w czerwcu 1970 roku.

## Historia i charakter utworu
Utwór ten został nagrany na piątej sesji do albumu 3 marca 1970 r. Plonem piątej sesji były – poza „In Search of Little Sadie” – same odrzuty: „Pretty Saro”, „Sittin’ on the Dock of the Bay”, „Went to See the Gypsy”, „Universal Soldier”, „When a Man’s Out of a Job”, „These Working Hands”, „Spanish Eyes” i „Woogie Boogie”. Na sesjach dziesiątej i jedenastej dokonano instrumentalnych overdubbingów kompozycji.
Kompozycja ta oparta jest na bluesowym temacie w stylu fortepianowego „boogie-woogie”.
Ponieważ Dylan w ogóle nie brał udziału w sesjach overdubbingowych (od 8 do 14), najpewniej w ogóle nie występuje w tym całkowicie błahym utworze, przeznaczonym zapewne do wypełnienia miejsca.
Tytuł został prawdopodobnie zaczerpnięty z wypowiedzi Chico Marxa w filmie The Big Store. Grał w nim nauczyciela gry na fortepianie i wychodząc powiedział swoim uczniom: Ćwiczcie kiedy mnie nie będzie – ale pamiętajcie – żadnego woogie boogie!.

## Muzycy
Sesja 5
- Bob Dylan – gitara, harmonijka, wokal, pianino
- Al Kooper – gitara, instrumenty klawiszowe
- David Bromberg – gitara, gitara dobro
- Ron Cornelius – gitara, gitara dobro
- Stu Woods – gitara basowa
- Alvin Roger – perkusja
- Hilda Harris – chórki
- Maeretha Stewart – chórki
- Albertine Robinson – chórki

Sesje overdubbingowe
Sesja dziesiąta
- Charlie McCoy – gitara basowa, marimba
- Kenneth Buttrey – perkusja

Sesja jedenasta
- Bubba Fowler – puzon
- Karl T. Himmel – perkusja
- Ron Cornelius – gitara, gitara dobro
- Bill Walker – arranżer
- Rex Eugene Peer – puzon
- William Pursell – instrumenty klawiszowe
- Gene Mullins – puzon
- Dennis Good – puzon
- Frank C. Smith – chórek (?)
- Martha McCrory – wiolonczela
- Byron T. Bach – wiolonczela
- Gary Van Osdale – altówka
- Lillian Hunt – altówka
- Sheldon Kurland – skrzypce
- Martin Katahn – skrzypce
- Marvin Chantry – aktówka
- Brenton Banks – syntezator, skrzypce
- George Binkley – skrzypce
- Solie I. Fott – skrzypce
- Barry McDonald – aranżer